# Барановиці (Мілицький повіт)
Барановиці (пол. Baranowice, нім. Neu Barnitz) — село в Польщі, у гміні Мілич Мілицького повіту Нижньосілезького воєводства.
Населення — 71 особа (2011).
У 1975-1998 роках село належало до Вроцлавського воєводства.

## Демографія
Демографічна структура станом на 31 березня 2011 року:
|          | Загалом | Допрацездатний вік | Працездатний вік | Постпрацездатний вік |
| -------- | ------- | ------------------ | ---------------- | -------------------- |
| Чоловіки | 32      | 6                  | 24               | 2                    |
| Жінки    | 39      | 10                 | 23               | 6                    |
| Разом    | 71      | 16                 | 47               | 8                    |